# Samara (stad)

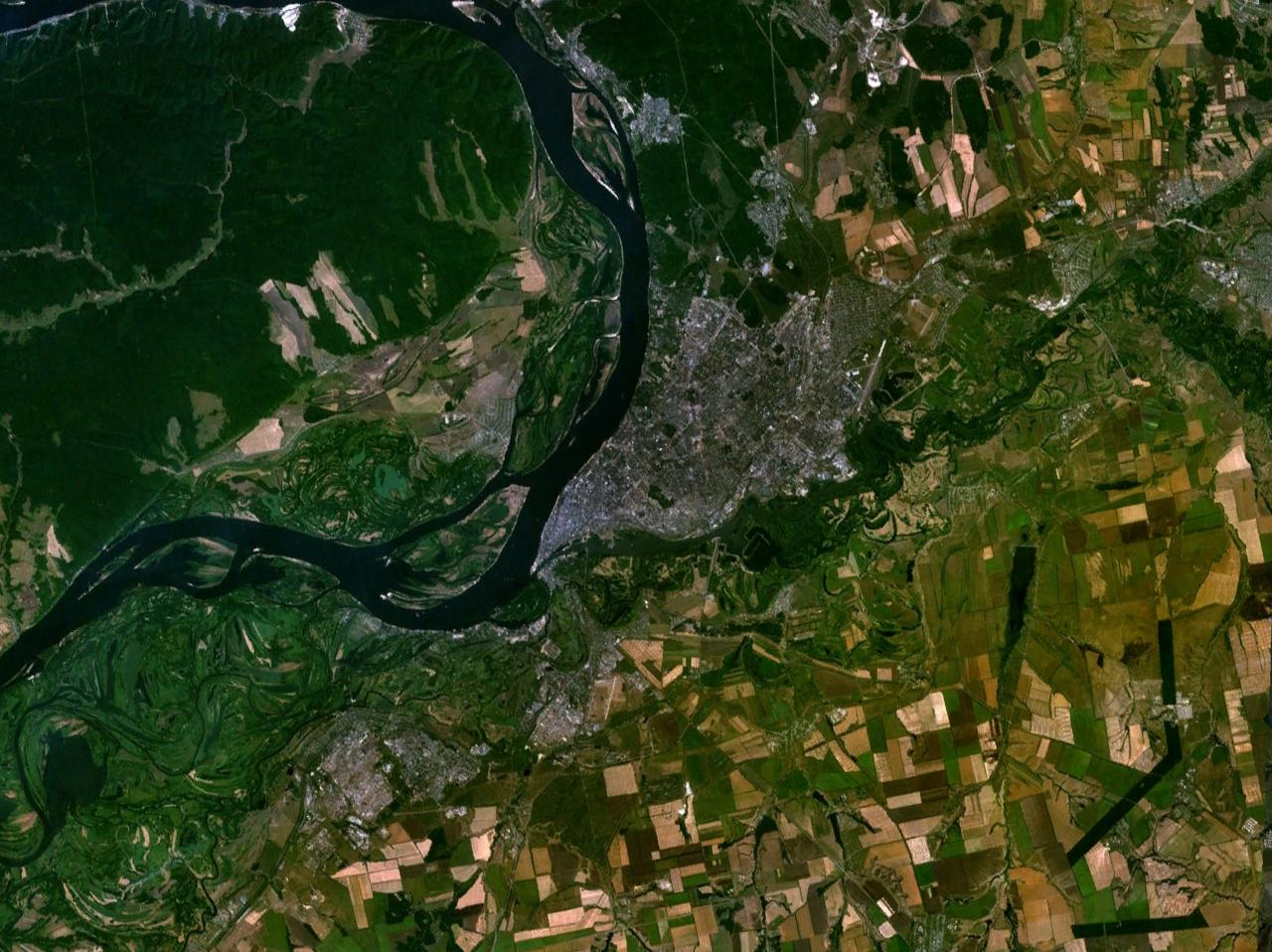
Satellietfoto van de stad

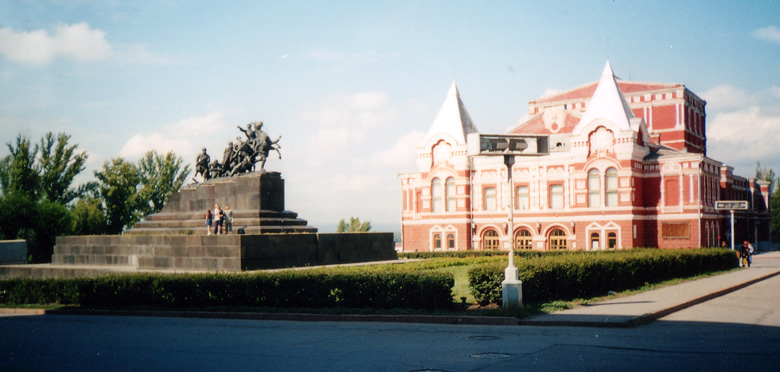
Dramatheater en Tsjapajev-monument

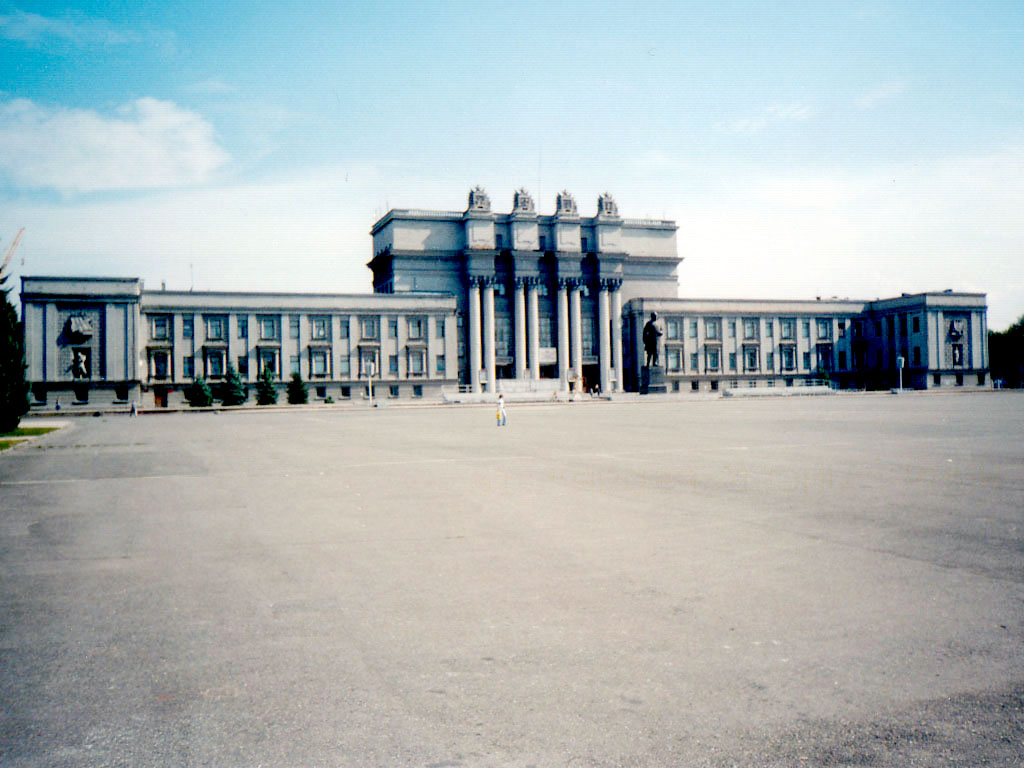
Het operatheater uit de Sovjettijd

Samara (Russisch: Сама́ра) is een stad van meer dan 1 miljoen inwoners in Europees Rusland. De stad ligt een kleine duizend kilometer ten oosten van Moskou, op de plek waar de rivier de Samara in de Wolga stroomt, die hier de Boog van Samara vormt. Het is de hoofdstad van de gelijknamige oblast (provincie) Samara en heeft ruim 1,1 miljoen inwoners, waarmee Samara naar inwoneraantal de zesde stad van Rusland is; in de stedelijke agglomeratie, waartoe ook onder andere Toljatti wordt gerekend, wonen 2,3 miljoen mensen. Van 1935 tot 1991 heette de stad Koejbysjev, naar de sovjetstaatsman Valerian Koejbysjev.

## Geschiedenis
In 1361 wordt in de Russische kronieken voor het eerst melding gemaakt van een nederzetting nabij de bocht in de Wolga waaraan nu Samara ligt. Op een Venetiaanse kaart van de Wolga uit 1367 staat de aanlegplaats Samar vermeld, evenals op een Italiaanse kaart uit 1459. Op bevel van tsaar Fjodor I werd in 1586 op een heuvel op de linkeroever van de Wolga een fort gesticht. Het kreeg de naam Samarski gorodok, en deed onder andere dienst als douanepost. Het fort was in 1636 1,7 kilometer lang en 350 meter breed.
In 1688 werd de grenspost een stad die zich tot een belangrijk centrum van handel met het oosten begon te ontwikkelen. In de 17e een 18e eeuw was Samara tweemaal het toneel van burgeroorlogen: in 1670 viel het met steun van de bevolking in handen van de troepen van Stepan Razin, en in 1773 was het de eerste stad die veroverd werd door Jemeljan Poegatsjov.
In 1851 werd Samara een provinciehoofdstad en had het 15.000 inwoners. De regio Samara had in die tijd de grootste graanproductie van het Russische Rijk. De handel bloeide; dagelijks waren er markten op de pleinen van de stad en driemaal per jaar werden er grote meerdaagse jaarmarkten georganiseerd. Ook de industrie kwam op en aan het einde van de 19e eeuw waren er 46 fabrieken in Samara, waar in totaal 2500 arbeiders werkten. De eerste elektriciteitscentrale van Samara werd gebouwd in 1900 en in 1917 telde de stad al 90 industriële bedrijven. De Oktoberrevolutie verliep vreedzaam in Samara, maar in juni 1918 werd de Sovjetmacht omvergeworpen door vereende inspanning van lokale opstandelingen en witten uit Tsjechoslowakije. Het tijdelijke bestuur dat werd ingesteld, het Comité van Leden van de Constitutionele Raad, hield vier maanden stand; in november 1918 werd de stad heroverd door het Rode Leger.
Vanwege haar gunstige ligging ontwikkelde de stad zich vanaf de jaren dertig tot een centrum van metaalverwerking (met het Don-bekken en de Oeral als belangrijkste leveranciers) en machinebouw. In 1935 werd Samara ter ere van staatsman Valerian Koejbysjev hernoemd in Koejbysjev. Tijdens de Tweede Wereldoorlog werd een groot aantal industriële bedrijven uit de frontlinie in het westen van Rusland verplaatst naar Koejbysjev; de industriële productie van de stad vervijfvoudigde. Ook de regering en diplomatieke vertegenwoordigingen werden naar Koejbysjev verplaatst, waardoor de stad tijdelijk de facto hoofdstad van de Sovjet-Unie was. Voor opperbevelhebber Stalin werd 37 meter onder de grond een bunker gebouwd.
Na de oorlog bleef de stad zich ontwikkelen en groeide het uit tot een van de belangrijkste industriële, wetenschappelijke en culturele centra van Rusland. Nieuwe theaters en onderwijsinstellingen werden gesticht en de industrie bleef zich uitbreiden.

## Economie
Samara is een echte industriestad met fabrieken in uiteenlopende sectoren. Sterk vertegenwoordigd zijn de machinebouw, metallurgie, verwerking van olie en gas (Yukos), chemische industrie en levensmiddelenproductie (o.a. Nestlé). Daarnaast kent Samara ruimtevaartindustrie; het in de stad gevestigde bedrijf TsSKB-Progress, produceert onder andere Sojoez-raketten. Vanwege de aanwezigheid van deze strategisch belangrijke sector was Samara (toen nog Koejbysjev geheten) gedurende de Koude Oorlog een gesloten stad. Een autotype van Lada, te weten de Lada Samara, dat in de fabriek AvtoVAZ in het nabijgelegen Toljatti gemaakt wordt, is naar de stad genoemd. Bij Toljatti bevindt zich ook de stuwdam die het Samara-stuwmeer vormt.

## Verkeer en vervoer
Samara ligt op de kruising van een aantal spoor-, water- en autowegen en vervult daardoor de functie van belangrijk verkeersknooppunt in de Wolgaregio. De autosnelweg M5 verbindt de stad met Moskou en Siberië. Daarnaast zijn er hoofdwegen naar onder andere Saratov, Orenburg en Oeljanovsk. Samara beschikt over een binnenhaven aan de Wolga. Zo'n 30 kilometer ten noordwesten van het stadscentrum ligt de internationale luchthaven Koeroemotsj, het grootste vliegveld van de Wolgaregio en de thuisbasis van de luchtvaartmaatschappij Samara Airlines. Ten oosten van de stad bevindt zich de kleinere regionale luchthaven Smysjljajevka.
Het stedelijk openbaar vervoer wordt uitgevoerd door stadsbussen (68 lijnen), trolleybussen (19 lijnen), trams (24 lijnen), diverse minibusjes (marsjroetnoje taksi) en een metrolijn. De metro van Samara werd geopend in 1987 en telt acht stations. Een uitbreiding naar het westen is al een aantal jaren in aanbouw.

## Cultuur en ontspanning
De stad beschikt over meerdere theaters, een filharmonie, een circus en een operatheater, dat de thuisbasis is van een balletgezelschap met nationale bekendheid. Een belangrijke bezienswaardigheid is de bunker van Stalin uit de Tweede Wereldoorlog, waar nu een museum gevestigd is. Daarnaast zijn er enige interessante 19e-eeuwse gebouwen te vinden. Een andere trekpleister is de 50 kilometer lange Wolga-oever, waarlangs een wandelpromenade is aangelegd. Samara kent enkele tientallen orthodoxe kerken, alsmede een katholieke en een lutherse kerk, een synagoge en een grote moskee. Voor sportevenementen kan men terecht in twee sportpaleizen en meerdere stadions.

## Hoger onderwijs
Samara beschikt over een aantal universiteiten, waarvan de in 1942 gestichte Staatsuniversiteit voor Ruimtevaarttechniek de bekendste en meest prestigieuze is. Een zeer groot deel van de bestuurders van de stad en de regio Samara bestaat uit alumni van deze universiteit. Andere instellingen voor hoger onderwijs in Samara:
- Staatsuniversiteit voor Bouwkunde
- Medische Staatsuniversiteit
- Pedagogische Staatsuniversiteit
- Technische Staatsuniversiteit
- Staatsuniversiteit van Samara
- Staatsacademie voor Vervoerskunde

## Sport
Krylja Sovetov Samara is de professionele voetbalclub van Samara. De club speelde meerdere seizoen op het hoogste Russische niveau, de Premjer-Liga.
Samara is speelstad bij het WK Voetbal 2018. De wedstrijden worden gespeeld in de Cosmos Arena. Krylja Sovetov Samara zal hier eveneens gaan voetballen.

## Geboren
- Leonid Serebrjakov (1890-1937), bolsjewistisch politicus en slachtoffer van Stalins zuiveringspolitiek
- Andrej Gretsjko (1903-1976), militair
- Dmitri Oestinov (1908-1984), militair, politicus en ingenieur
- Genrich Primatov (1931-1985), basketbalcoach
- Aleksandr Berkoetov (1933-2012), roeier
- Justas Vincas Paleckis (1942), Litouws politicus
- Ljoebov Sadtsjikova (1951-2012),langebaanschaatsster
- Asjat Saitov (1965), wielrenner
- Maria Samoroekova (1971), basketbalspeler
- Aleksej Tichonov (1971), kunstschaatser
- Andrej Zintsjenko (1972), wielrenner
- Dmitri Sjoekov (1975), Russisch-Nederlands voetballer
- Sergej Tsjikalkin (1975), basketbalspeler
- Aleksandr Jefimkin (1981), wielrenner
- Vladimir Jefimkin (1981), wielrenner
- Maksim Sjabalin (1982), kunstschaatser
- Aleksandr Komin (1985), wielrenner
- Vladimir Isajtsjev (1986), wielrenner
- Artoer Joesoepov (1989), voetballer
- Nikita Misjoelja (1990), autocoureur
- Sergej Pomosjnikov (1990), wielrenner
- Jevdokia Romanova (1990), mensenrechtenactiviste
- Anastasija Pavljoetsjenkova (1991), tennisspeelster
- Arsen Zacharjan (2003), voetballer

## Overleden
- Genrich Primatov (1931-1985), basketbalcoach
- Aleksandr Petrenko (1976-2006), basketbalspeler
- Nikolaj Osjanin (1941-2022), voetballer en trainer